# Stiftung Über Leben

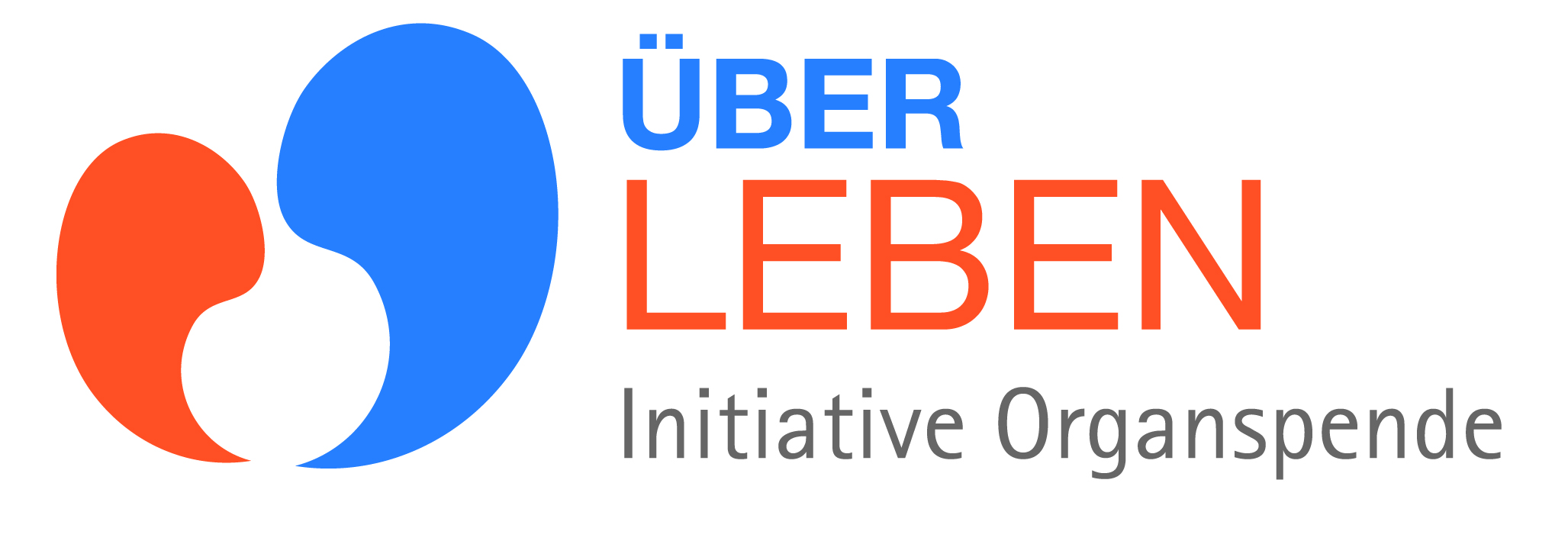
Das Logo der Stiftung ÜBER LEBEN

Die Stiftung ÜBER LEBEN – Initiative Organspende wurde im Jahre 2018 gegründet und agiert bundesweit. Sie ist aus der 2008 ins Leben gerufenen Stiftung Fürs Leben der Deutschen Stiftung Organtransplantation (DSO) hervorgegangen.
Die DSO hat der Stiftung die Aufgabe übertragen, durch Informationskampagnen, Aktionen und Veranstaltungen über Organspende aufzuklären und zu informieren und das Thema einer breiten Öffentlichkeit zugänglich zu machen. Die Stiftung ist Ansprechpartnerin für Privatpersonen, ebenso wie für Institutionen.

## Leitung
Die Stiftung ist eine Initiative der Stiftung Universitätsmedizin Essen. Geschäftsführer ist Jorit Ness.

## Aufgaben und Ziele
Ziel der Stiftung ist es, durch Information und Aufklärung, offenen Austausch und überzeugendes Engagement die Bevölkerung dazu anzuregen, über die Möglichkeit der Organspende nachzudenken. Die persönliche und eigenverantwortliche Auseinandersetzung mit dem Thema Organspende steht dabei im Vordergrund.

## Projekte

### Organspendeausweise mit Brailleschrift
Die Stiftung hat den Organspendeausweis erstmals auch mit Brailleschrift versehen.

### Kartenspender für Organspendeausweise
Für einen möglichst unkomplizierten und direkten Zugang zu Organspendeausweisen, hat die Stiftung Über Leben einen Kartenspender für Organspendeausweise entwickelt. Diese sind in öffentlichen Bereichen wie Ämtern, Krankenkassenfilialen, Unternehmen, Banken, Universitäten oder auch im Einzelhandel zu finden. Dort können die Blankoausweise einfach entnommen werden.